# Salacot

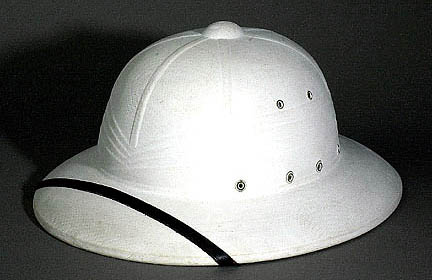
Salacot civil clásico.

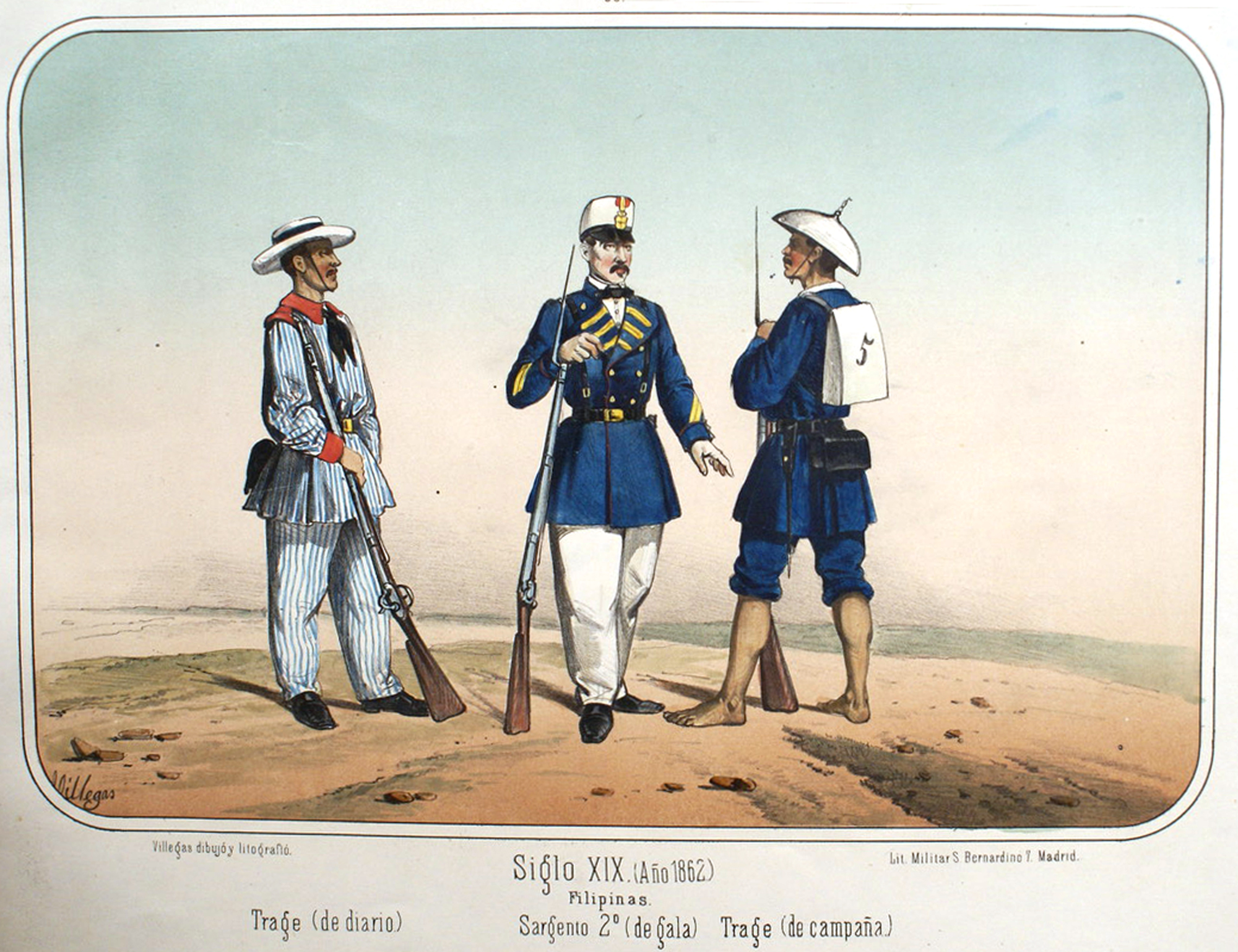
El salakot original de Filipinas en el Álbum de la Infantería Española, de 1862.

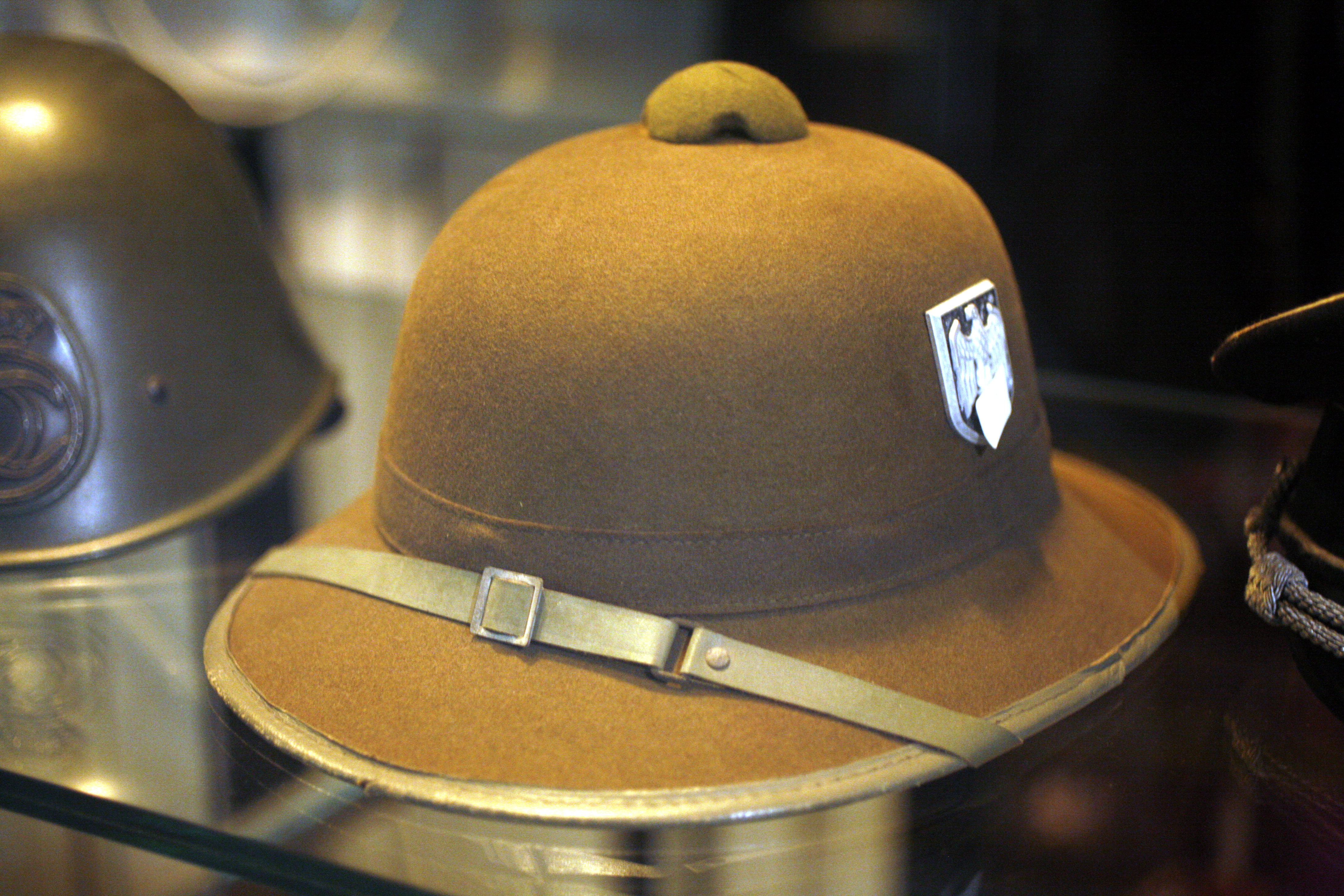
Salacot militar: modelo del Afrika Korps.

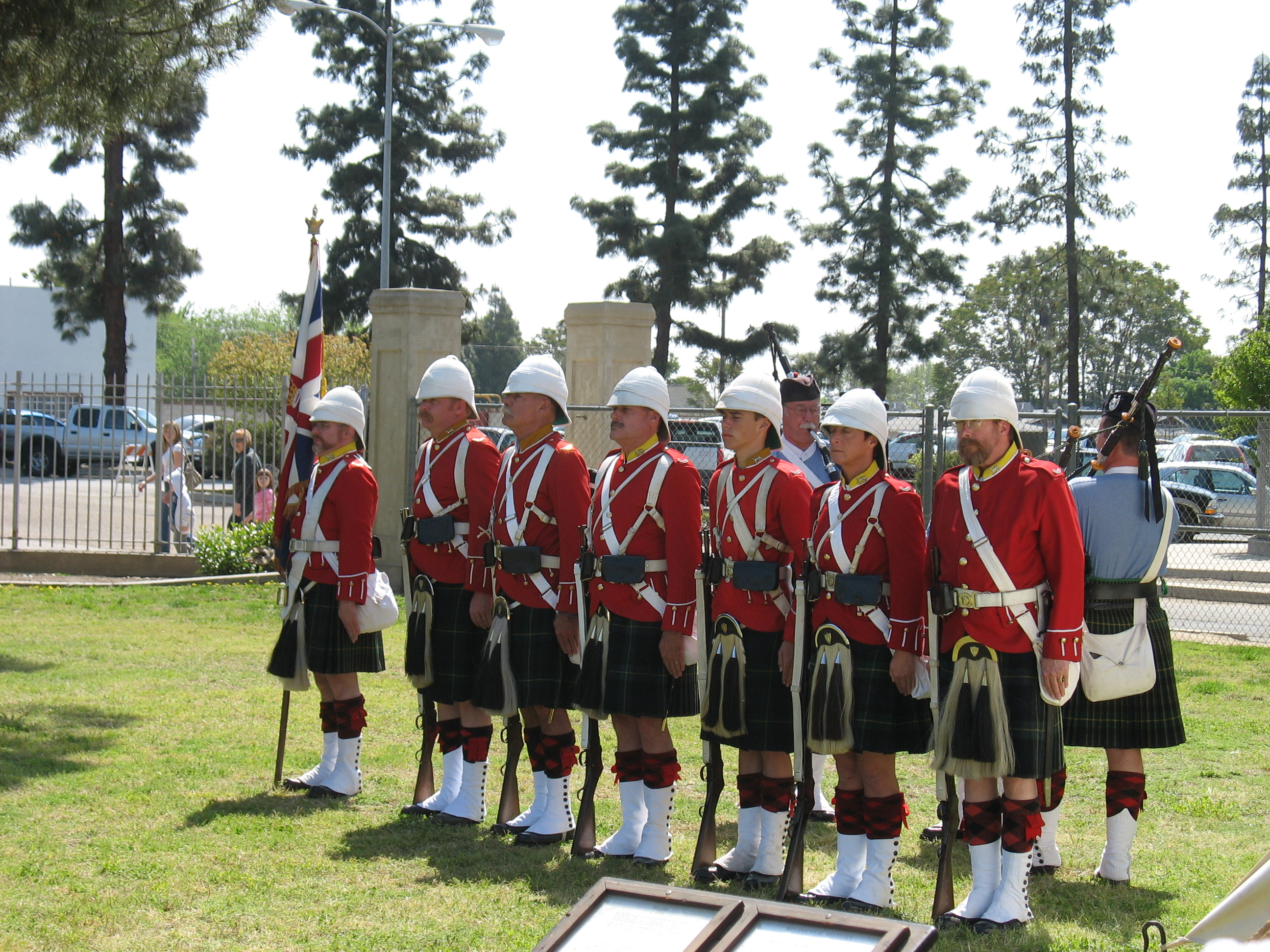
Recreación de una unidad militar colonial del ejército británico.

El salacot, casco colonial, casco tropical, casco de safari, casco de médula, cucalón o sola topee es un casco ligero de bomba acampanada relativamente alta, más pronunciada, con viseras en la parte frontal y posterior —en algunas versiones rodeando la corona por completo— y, generalmente, con el casquete adornado con un botón (o, como antigua prenda militar, alguna pieza metálica como punta) y una banda (puggaree). Originalmente, estaba hecho de tejido de caña o palma recubierto de tela. Normalmente era de color beige, blanco, o de un tono caqui claro. Falto de valor balístico, su función principal era proteger del Sol. Es uno de los iconos que se asocian directamente al colonialismo europeo. Los aventureros, viajeros y exploradores europeos a menudo usaban cascos de médula en los diferentes climas que se encuentran en África, el Sudeste Asiático y los trópicos, pero también se han utilizado en muchos otros contextos. Se entregaban habitualmente al personal militar  que prestaba servicio en el extranjero en climas cálidos desde mediados del siglo XIX hasta mediados del siglo XX.
El casco de médula fue usado por primera vez por las fuerzas españolas durante la era colonial del Imperio español en Asia y Oceanía, y luego fue adoptado por los franceses en la península de Indochina debido a su gran eficacia en la protección contra el clima seco y húmedo. Posteriormente, fue usado comúnmente por oficiales no indígenas que comandaban tropas reclutadas localmente en los ejércitos coloniales del Imperio francés, Imperio británico, Imperio español, Imperio portugués, Imperio italiano, Imperio alemán, y el Imperio neerlandés, así como a los funcionarios civiles en sus territorios colonizados. Cascos de un estilo similar pero sin construcción de médula verdadera continuaron siendo utilizados hasta la Segunda Guerra Mundial por personal militar europeo y estadounidense.
Tal fue la gran popularidad del casco de médula, que inmediatamente, se convirtió en un casco civil común para los occidentales en los trópicos desde finales del siglo XIX. El casco de médula civil era típicamente menos decorativo y más práctico, pero no es tan alto como la contraparte militar, y con un ala ancha en todas partes. Fue usado por hombres y mujeres, viejos y jóvenes, tanto en ocasiones formales como casuales, hasta la Segunda Guerra Mundial. Después de la guerra, el Viet Minh de Vietnam copió el casco de médula del antiguo colonizador y lo adoptó. Hoy en día todavía es muy usado por civiles y militares en Vietnam, es similar al tipo civil anterior a la Segunda Guerra Mundial pero cubierto con tela verde de la jungla, y a veces con una insignia de metal en la parte delantera o trasera.
Sin embargo para el uso militar los cascos de este tipo habían comenzado a resultar torpes y llamativos en el campo, y después de la Segunda Guerra Mundial dejaron de usarse en el servicio activo. Fuera de Vietnam, el casco de médula ahora es usado principalmente por ciertas unidades de los militares británicos, canadienses, tonganos y tailandeses, y en la Compañía de Carabineros del Príncipe de Mónaco, en ocasiones ceremoniales. Cascos de sol muy similares todavía se usan hoy en día por algunos carteros del Servicio Postal de los Estados Unidos, El casco de médula también ha sido utilizado como una forma de identificación por parte de los instructores de puntería del Cuerpo de Marines de los Estados Unidos en Parris Island, San Diego, y rangos de flota, similar al sombrero de campaña usado por los instructores militares, estos infantes de marina usan insignias de metal negro en la parte delantera de su casco de médula si son entrenadores de puntería, o de oro si son entrenadores de puntería y bloquean a los suboficiales.

## Descripción

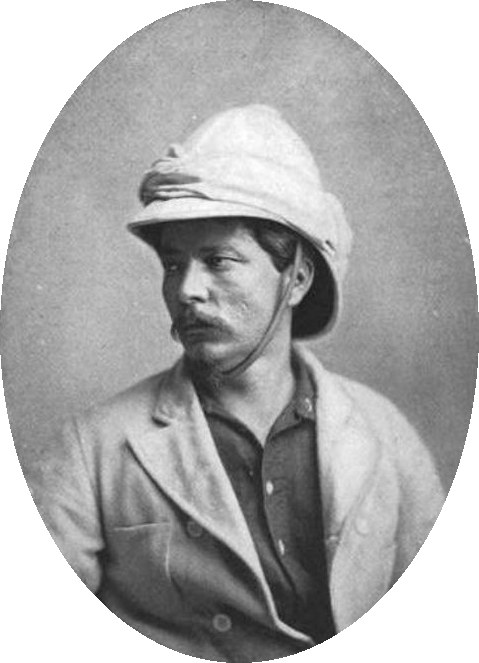
El periodista y explorador británico Henry Morton Stanley, que llevaba un casco de médula del 'patrón colonial' con un puggaree blanco, 1872.

Se define como un sombrero, tipo casco, usado en Filipinas y otros países cálidos, en forma de medio elipsoide o de casquete esférico, que cubre la mayor parte del cráneo y la nuca.
Suele ir ceñido a la cabeza por un aro distante de los bordes para dejar circular el aire; está fabricado con tejido de tiras de caña o de otro material natural. La palabra es procedente del idioma tagalo.
El salacot fue una prenda utilizada por los ejércitos coloniales en lugares cálidos como África o Asia y, en especial, el modelo inglés, que servía como elemento protector del sol y el calor. También solían utilizar un salacot los exploradores británicos a finales del siglo XIX y principios del siglo XIX. Es uno de los iconos del esplendor del Imperio británico.

## Historia

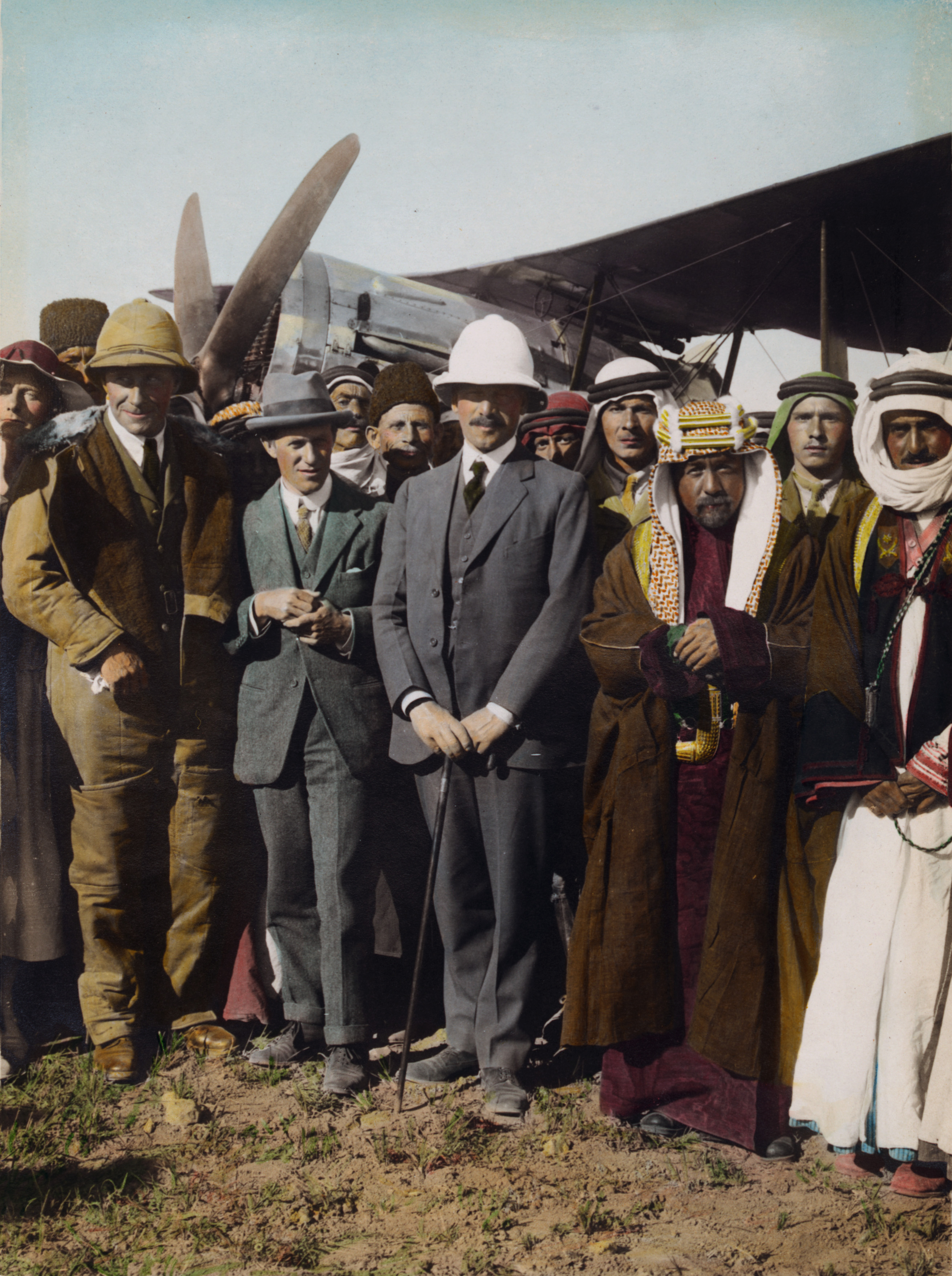
El coronel Lawrence de Arabia, con traje gris con un sombrero civil, y Herbert Samuel, con casco de médula, 1921. El avión detrás de ellos es un Bristol F.2 Fighter.

Eficaz como protección contra el sol, el salacot, de uso principalmente civil, fue la ligadura característica de los colonos europeos establecidos en África, y, a menudo, también en Asia; era unisexo y para todas las edades. Ahí fue muy usado por exploradores, cazadores, etc.; también en la vida cotidiana, incluso de ciudad, como alternativa al sombrero y a la gorra. Durante mucho tiempo fue habitual, también, entre los egiptólogos y otros arqueólogos y naturalistas que trabajaban en climas tórridos.
En buena parte, el salacot se puede considerar el equivalente civil del casco colonial de los militares. Como este, su vigencia coincidió con la del colonialismo clásico, y su obsolescencia con la descolonización.
Sin embargo, los modelos de casco colonial en uso a los diversos ejércitos durante la primera mitad del siglo XX eran, en la práctica, adaptaciones militares de la línea del salacot civil (el modelo Wolseley británico de 1902 había puesto en marcha esta evolución).
El salacot, inseparable de la imagen mental del safari, se ha convertido en uno de los grandes símbolos de la era del colonialismo y de la exploración. Por eso mismo figura menudo en películas de aventuras, historietas, caricaturas, etc.
En España, el salacot blanco fue el cubre cabeza habitual de la Guardia Urbana durante muchos años (quizás hasta la muerte de Franco).
El célebre casco de Vietnam del Norte, empleado también por Frente Nacional de Liberación de Vietnam ("Vietcong"), tenía forma y consistencia de salacot, pero debe clasificarse como casco militar, tal y como el Stahlhelm de acero.
En México es común verlo y rápidamente se puede relacionar con el líder revolucionario Pancho Villa, pues es símbolo indiscutible de su porte como militar, y su gusto por los sombreros.

## Galería

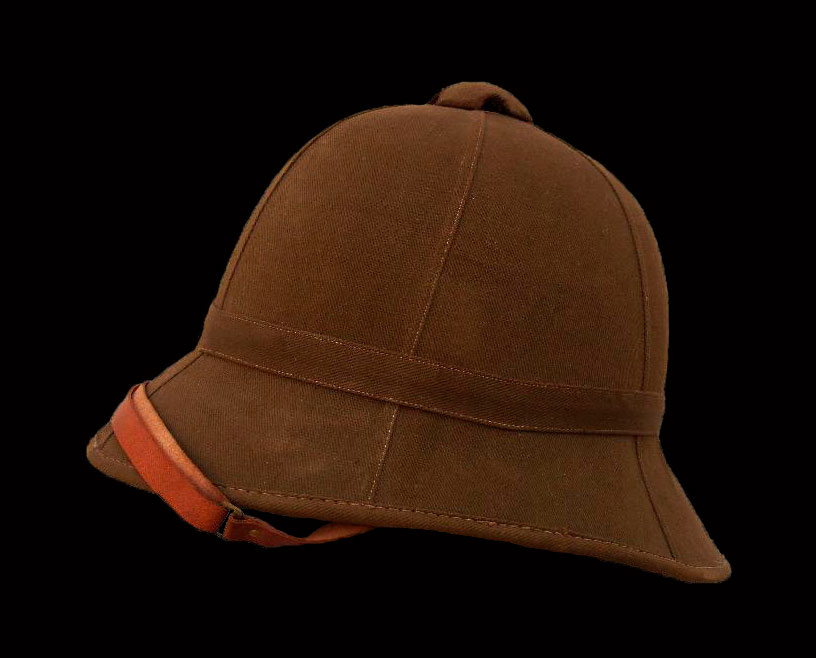
Casco de médula española como los usados durante la Guerra del Rif.
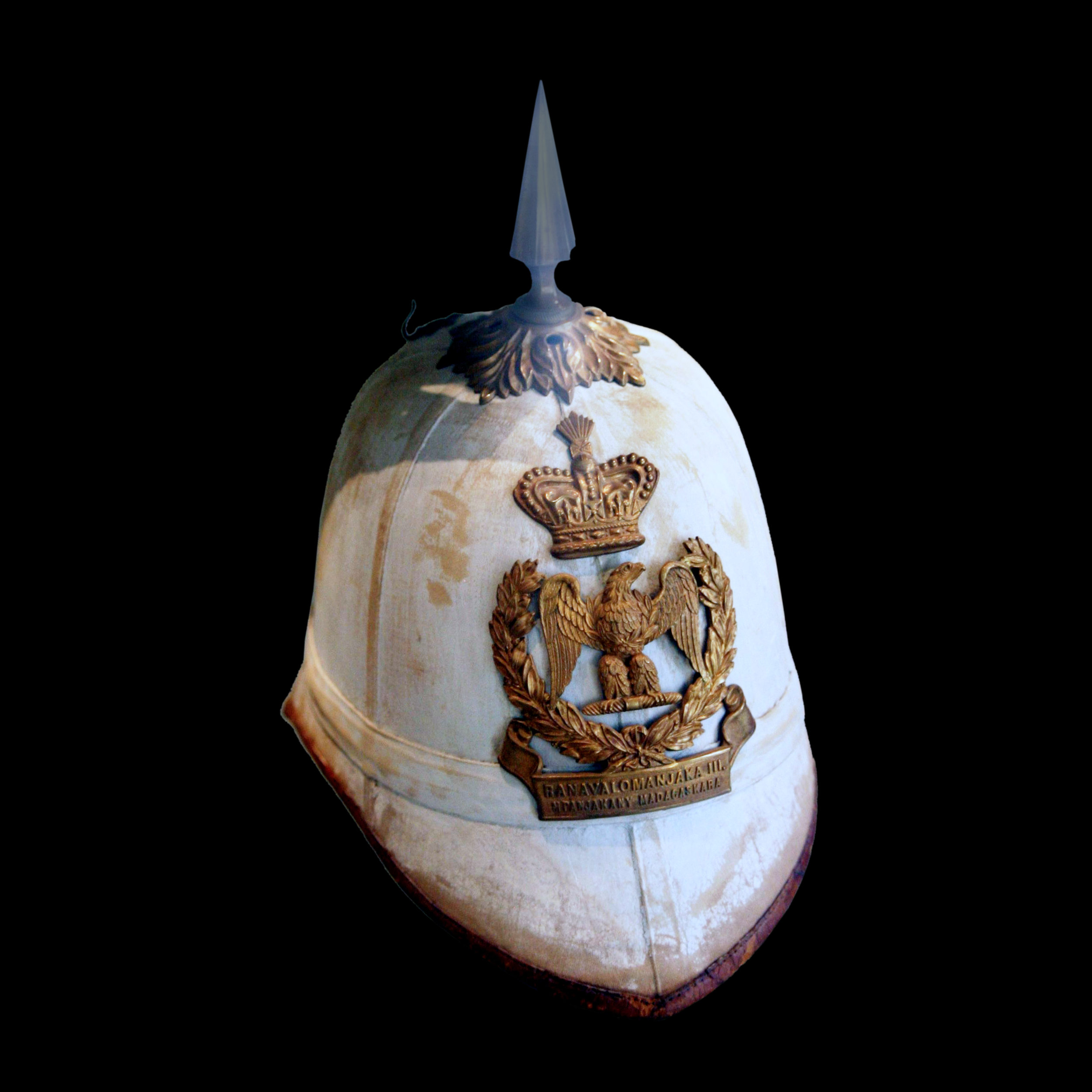
Casco de médula claveteado del Reino de Merina, en estilo pickelhaube, marcado con el nombre de Ranavalona III, la última reina de Madagascar.
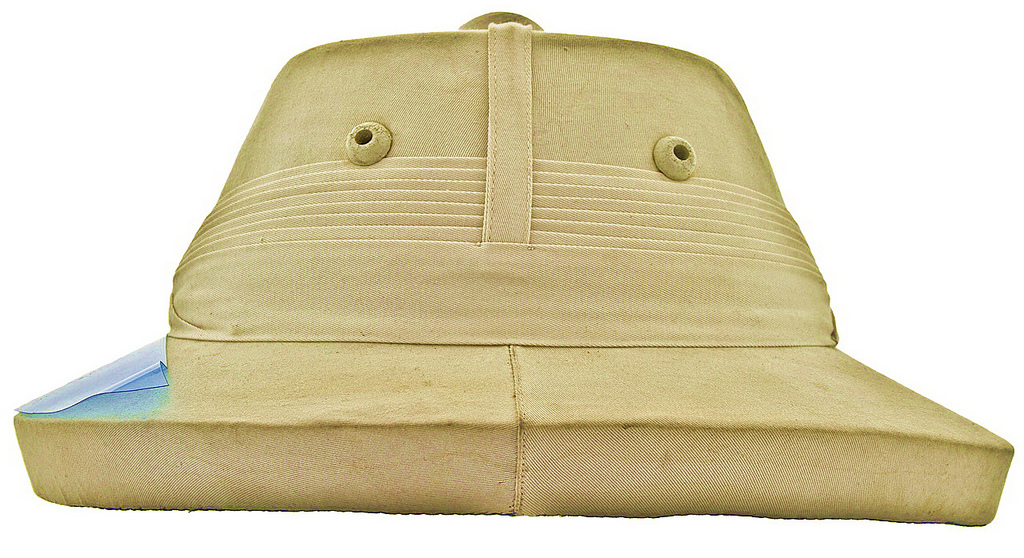
Casco de médula estilo shola de color caqui hecho en India, de la era posterior a la Segunda Guerra Mundial, hecho de sholapith prensado y utilizado por empleados gubernamentales y civiles en el sur de Asia y Medio Oriente hasta después de la Segunda Guerra Mundial.
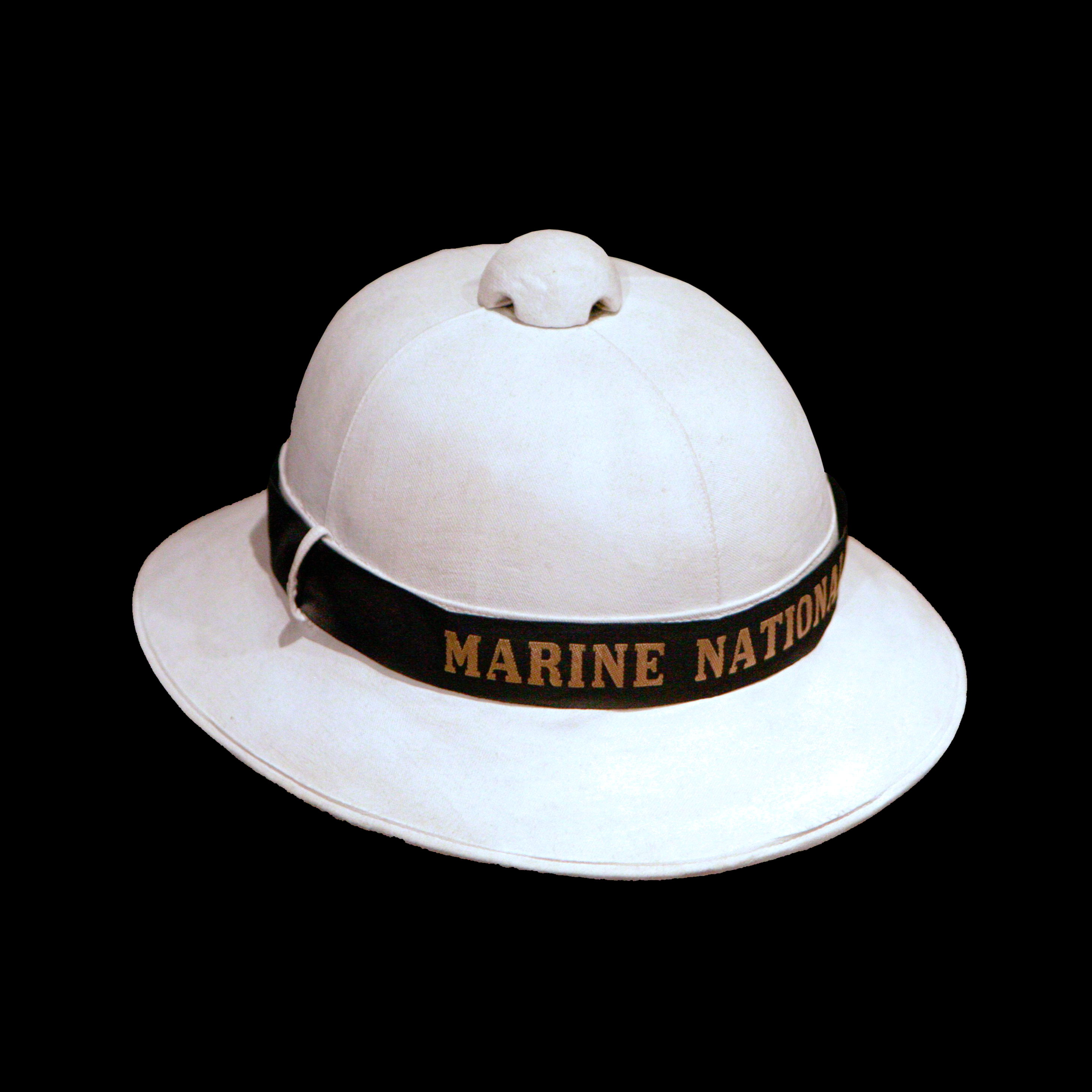
Casco de médula de la marina francesa de principios del siglo XX.
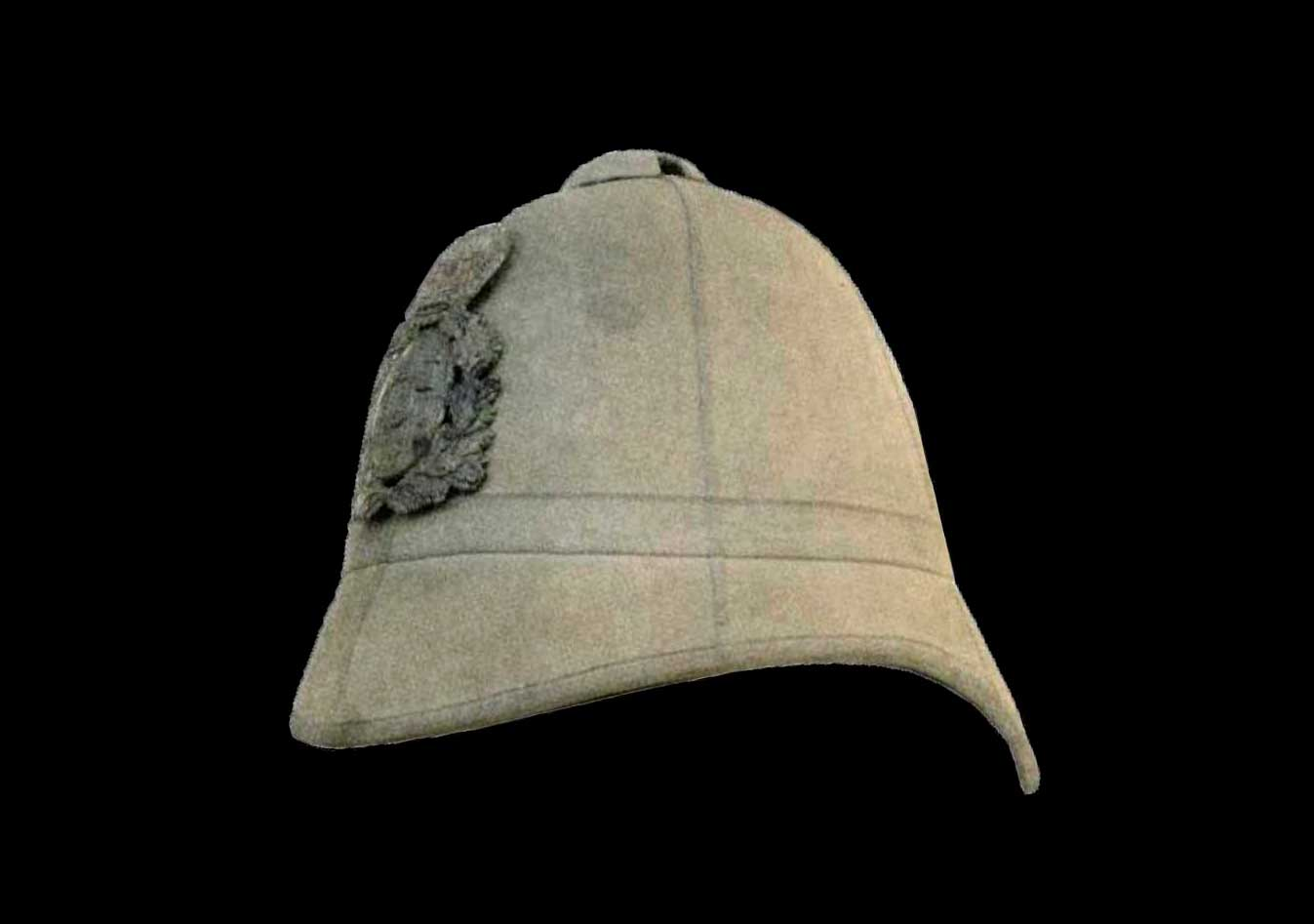
Casco de médula utilizado durante la segunda mitad del siglo XIX en el Sudeste asiático español y más tarde en la guerra hispano-estadounidense.
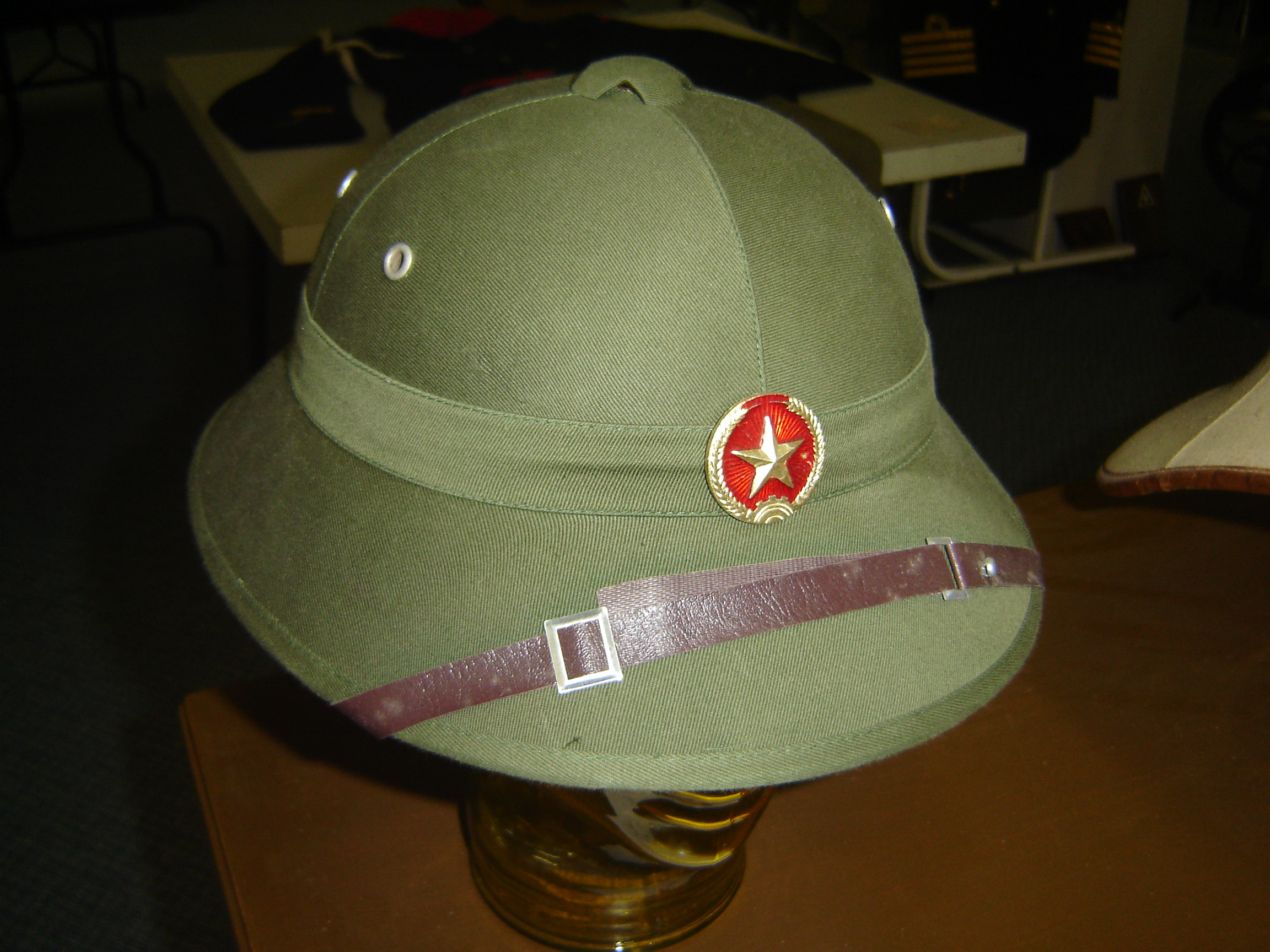
Casco de médula del Fuerzas Armadas de la República Democrática de Vietnam, utilizado desde la Guerra de Vietnam hasta el presente en Vietnam.
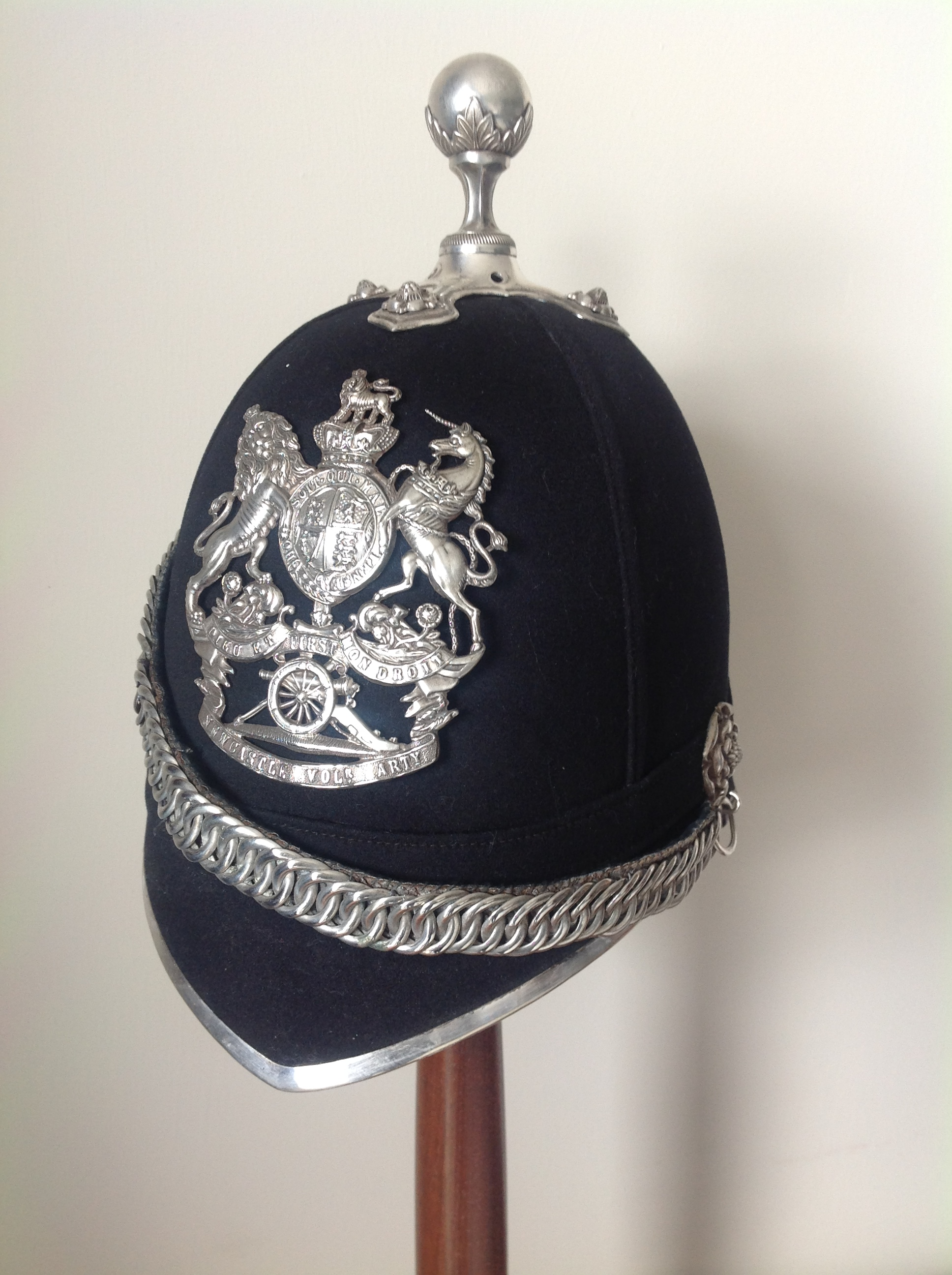
Casco de servicio del Primer Cuerpo Voluntario de Artillería de Newcastle upon Tyne, 1891-1901, los cascos de unidades voluntarias generalmente tenían piezas metálicas plateadas en lugar de doradas.
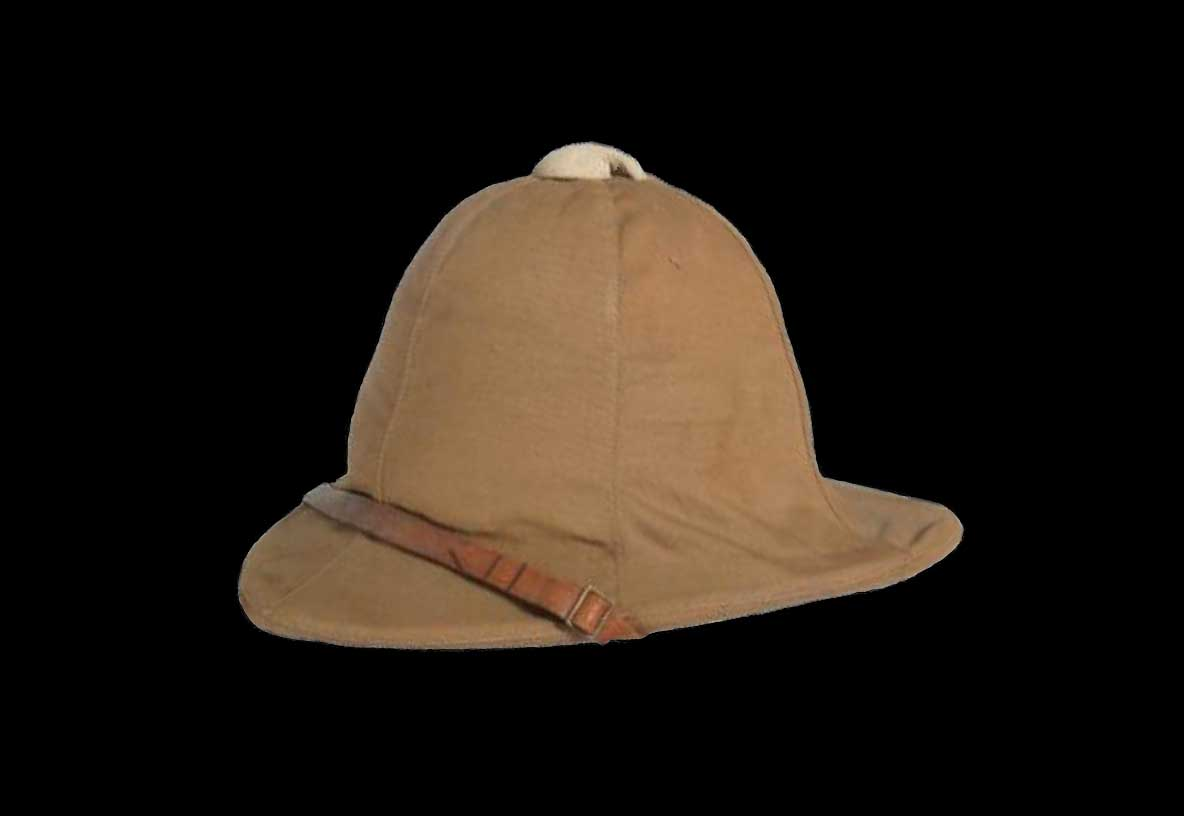
Casco de médula española de la Guerra de Melilla.
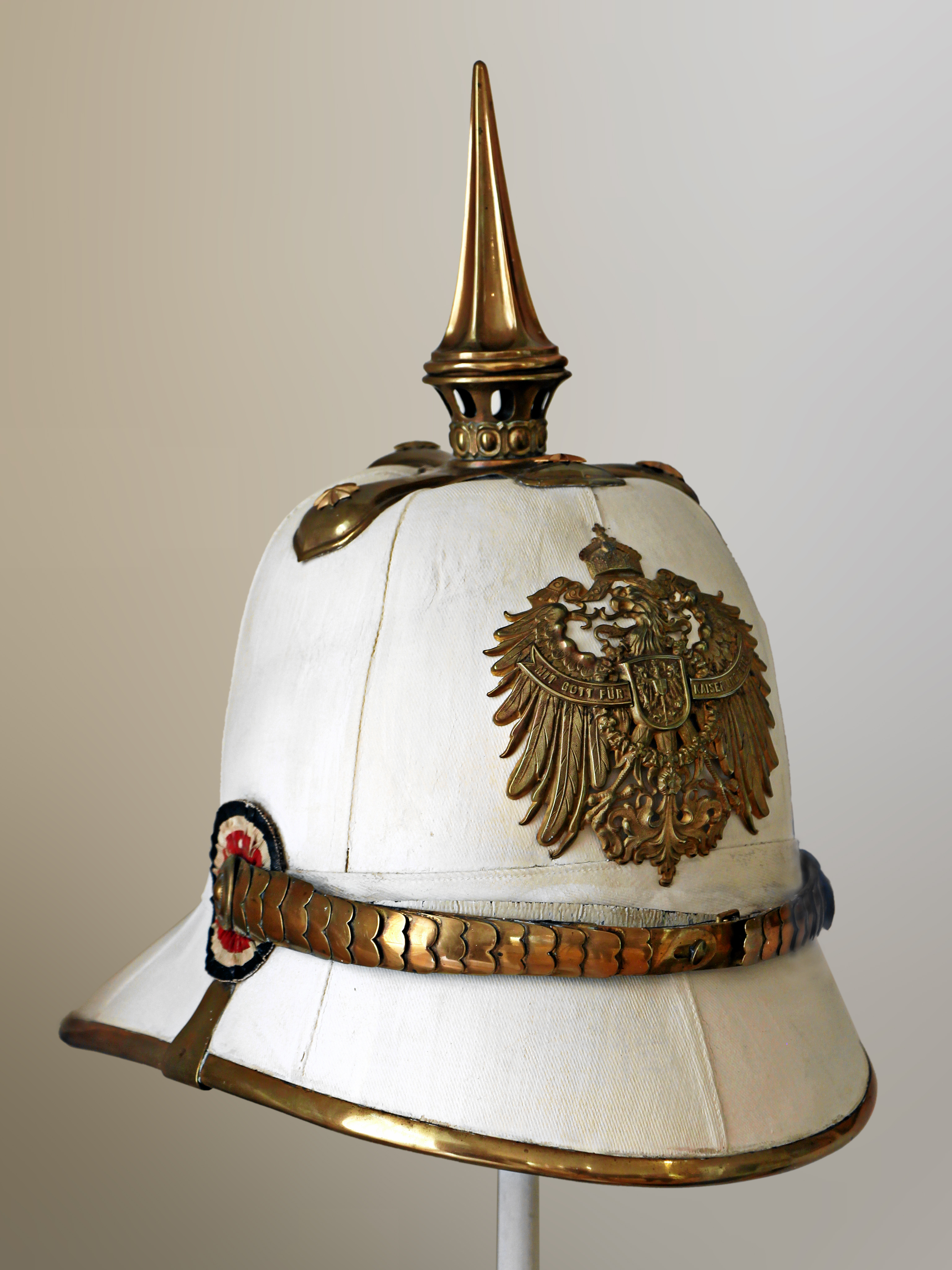
Tropenhelm alemán, casco del diplomático y espía alemán Wilhelm Wassmuss, sobre 1910.
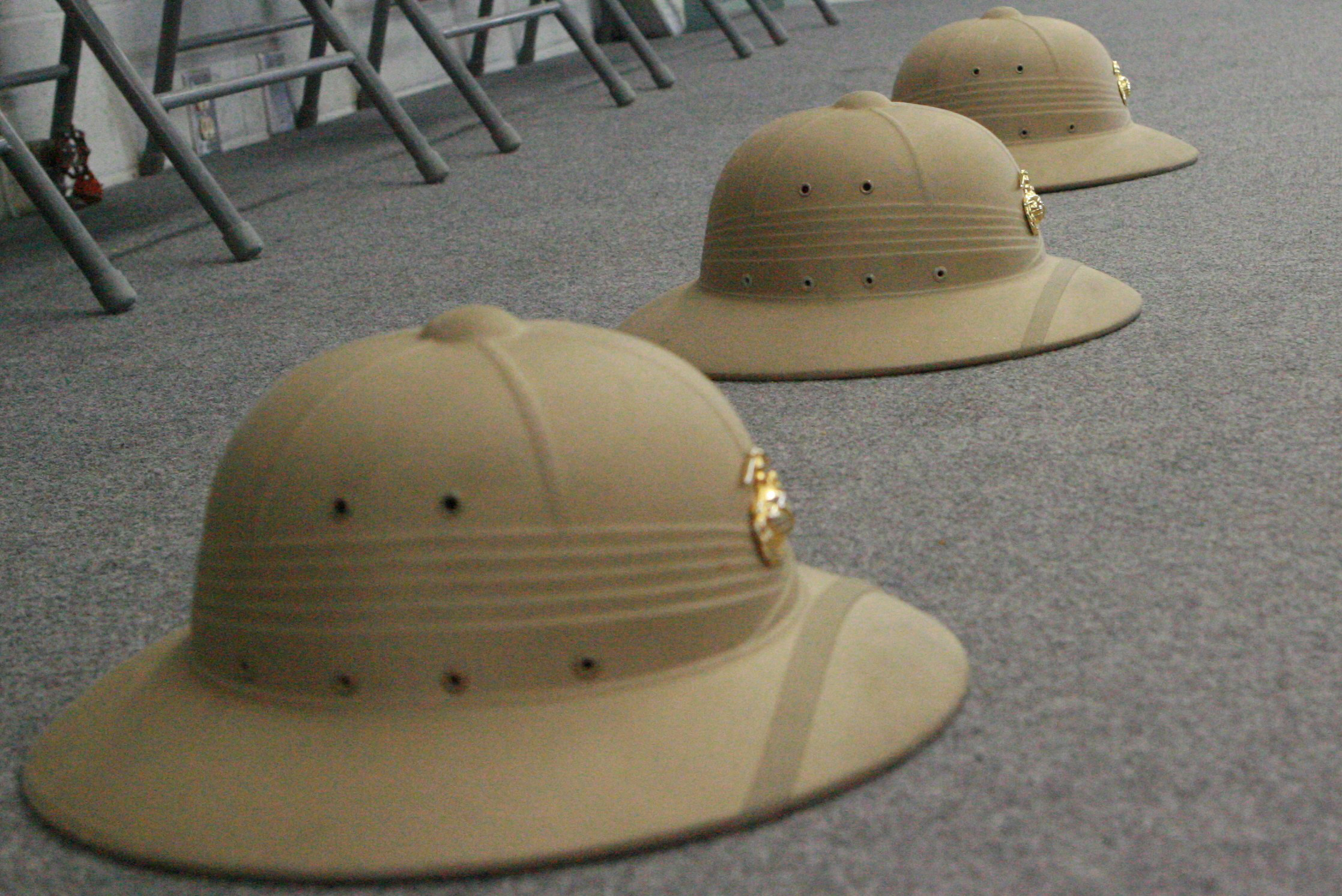
Cascos coloniales en resina del Ejército estadounidense, donde la banda tradicional, el "puggaree", es reemplazada por su estilización a través de costillas impresas.